# 洛基黑德 (阿拉巴馬州)
洛基黑德（英語：Rocky Head）是一個位於美國阿拉巴馬州戴爾縣的非建制地區。該地的面積和人口皆未知。

## 地理
洛基黑德的座標為31°34′06″N 85°46′47″W / 31.56833°N 85.77972°W，而該地最高點為海拔高度144米（即472英尺）。